# Action in the North Atlantic
Action in the North Atlantic is een Amerikaanse oorlogsfilm uit 1943 onder regie van Lloyd Bacon. Destijds werd de film in Nederland uitgebracht onder de titel Convooi naar Moermansk.

## Verhaal
Het schip van kapitein Steve Jarvis en luitenant Joe Rossi wordt tot zinken gebracht door een Duitse onderzeeër. Ze krijgen later het commando over een vrachtschip dat van Halifax naar Moermansk zal varen. Ze maken deel uit van een konvooi dat met goederen naar Europa reist. Door een aanval van onderzeeërs wordt hun schip afgezonderd van het konvooi. Ze moeten hun tocht alleen verderzetten, terwijl ze worden achternagezeten door een onderzeeër.

## Rolverdeling
| Acteur          | Personage             |
| --------------- | --------------------- |
| Humphrey Bogart | Luitenant Joe Rossi   |
| Raymond Massey  | Kapitein Steve Jarvis |
| Alan Hale       | Boats O'Hara          |
| Julie Bishop    | Pearl O'Neill         |
| Ruth Gordon     | Sarah Jarvis          |
| Sam Levene      | Abel Abrams           |
| Dane Clark      | Johnnie Pulaski       |
| Peter Whitney   | Whitey Lara           |
| Dick Hogan      | Cadet Ezra Parker     |